# Gmina Bolków
Gmina Bolków je polská městsko-vesnická gmina v okrese Jawor v Dolnoslezském vojvodství. Sídlem gminy je obec Mściwojów. V roce 2020 zde žilo 10 311 obyvatel.
Gmina má rozlohu 152,6 km² a zabírá 26,2 % rozlohy okresu. Skládá se z 16 starostenství.

## Části gminy
Starostenství
Gorzanowice, Grudno, Jastrowiec, Kaczorów, Lipa, Myslów, Nowe Rochowice, Płonina, Półwsie, Sady Dolne, Sady Górne, Stare Rochowice, Świny, Wierzchosławice, Wierzchosławiczki, Wolbromek
Sídla bez statusu starostenství
Radzimowice
Zaniklá sídla
Klein Waltersdorf, Okrajnik, Sześć Domków, Töppich